# Élie Decazes
Pour les articles homonymes, voir Decazes.

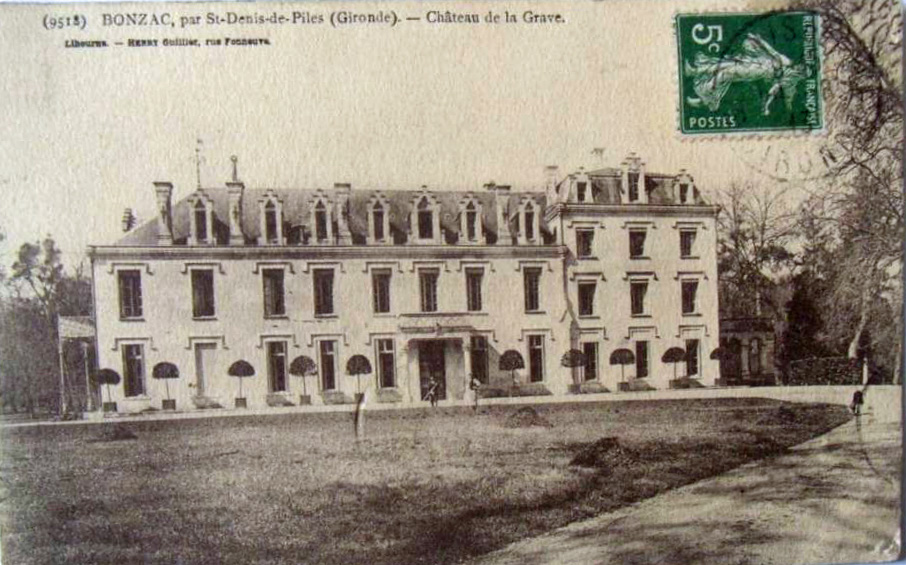
Château de la famille Decazes à Bonzac.

Élie Louis Decazes, né le 28 septembre 1780 à Saint-Martin-de-Laye et mort le 24 octobre 1860 à Paris, comte Decazes, puis premier duc Decazes et duc de Glücksbierg, est un homme politique et industriel français du XIXe siècle.
Brièvement avocat à la sortie de ses études, il intègre la magistrature sous l'Empire. À 35 ans, il est nommé préfet de police en 1815 et devient rapidement le favori de Louis XVIII. Élu au parlement la même année, le roi en fait son ministre de la Police, puis président du Conseil des ministres en 1819.
Dans la deuxième partie de sa vie, il est industriel : fondateur de forges et de mines dans l'Aveyron et donne ainsi son nom à la ville de Decazeville.
Il a inspiré de nombreux personnages de La Comédie humaine d'Honoré de Balzac.

## Biographie

### Famille et formation
Fils de Michel Decazes (1747-1832), lieutenant particulier de la sénéchaussée et présidial de Libourne (Gironde) et de Catherine Trigant de Beaumont (1752-1834), frère de Joseph-Léonard Decazes, Élie Decazes commence des études à l’école militaire de Vendôme de 1790 à 1799. Il entame ensuite des études de droit et devient en 1805, après son mariage avec la seconde fille du comte Muraire, juge au tribunal civil de la Seine. Il est nommé ensuite conseiller de Louis Bonaparte en 1807, et devient avocat-conseil à la cour d'appel de Paris en 1811. Il est en même temps attaché comme conseil au jeune roi de Hollande, Louis, et à l’impératrice mère.

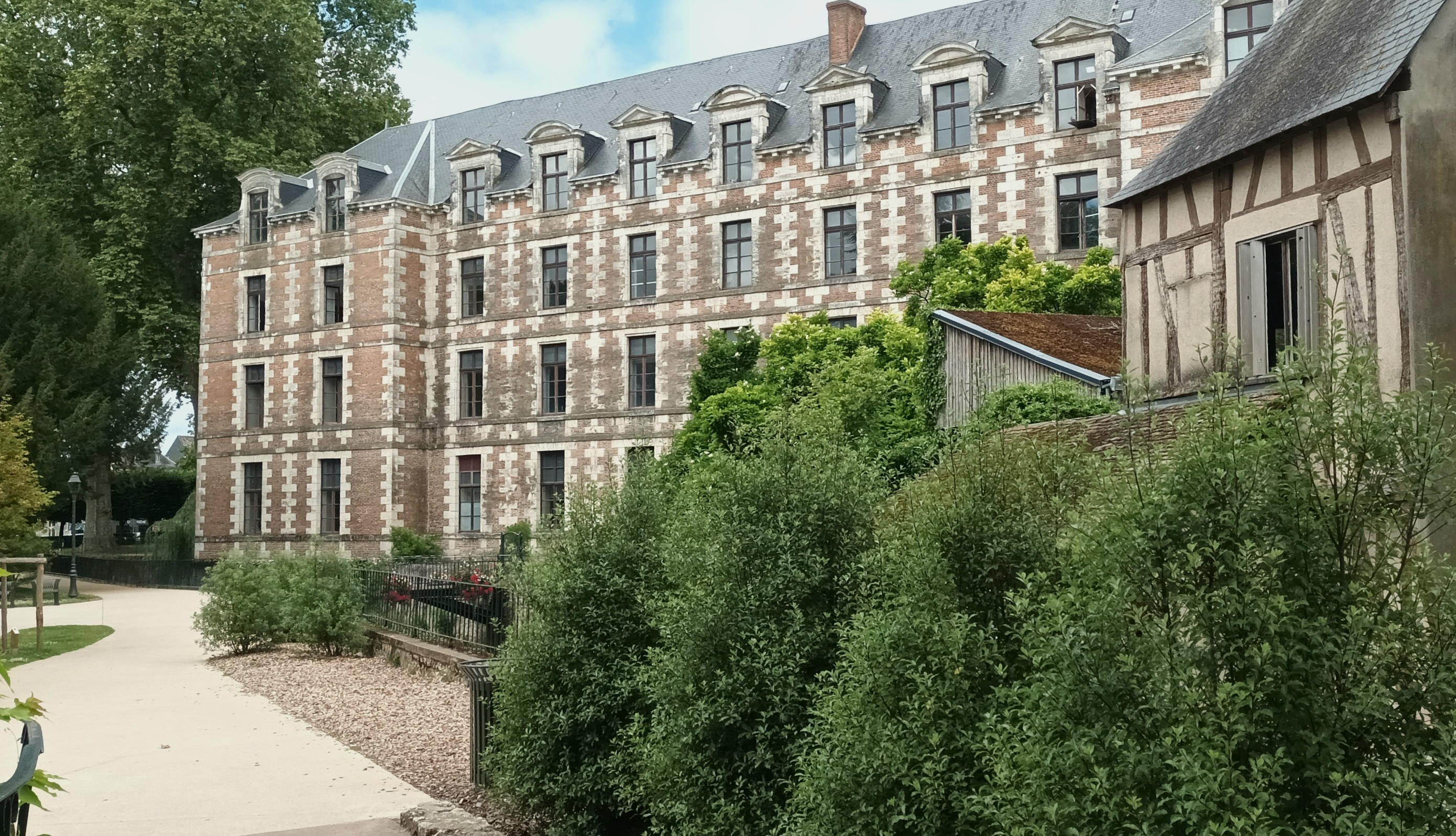
Façade sud du collège de Vendôme, où le jeune Decazes fut en pension.

### Sous le Premier Empire
Immédiatement après la chute de l’Empire, il n'en accueille pas moins la Restauration avec empressement, refuse de signer une adresse de félicitations à Napoléon Ier après son retour de l'île d'Elbe, se déclarant royaliste, il reste fidèle aux Bourbons pendant les Cent-Jours.
Alors qu'il n'a que 35 ans, le baron Joseph-Dominique Louis le propose à Talleyrand, qui doit constituer un cabinet le 7 juillet 1815 et le nomme ce même jour, préfet de police, avec l'approbation de Joseph Fouché bien qu'aucun des deux hommes forts ne le connaisse personnellement.
Le 10 juillet 1815, la tâche que lui confie Talleyrand, de résoudre une accusation de tentative d'empoisonnement du tsar Alexandre, qui résidait encore à Paris, au palais de l'Élysée, qu'Élie Descazes dégonfle rapidement (le soi-disant poison était du savon, le verre dans lequel avait bu l'Empereur russe n'ayant pas été rincé) lui permet de rencontrer pour la première fois le roi Louis XVIII, qui se montre impressionné par la vitesse et le sang froid avec lequel le jeune et beau préfet de police a résolu ce problème.
Cette rencontre est la première d'une longue série.

### Favori de Louis XVIII
Bien que Louis XVIII ait l'habitude de ne s’entretenir de politique qu'avec ses ministres, Decazes obtient l’autorisation de faire ses rapports directement au roi. Il devient le favori de Louis XVIII qui l’appelle même « mon fils ». Détesté des ultraroyalistes, cet homme de police, ancien collaborateur de Fouché en 1815, puis ministre du duc de Richelieu, sait s'attirer les faveurs du roi pour qui il devient indispensable.
Louis XVIII se prend peu à peu d’amitié pour Decazes, car il est pour lui le plus sincère des ministres qui ne parle pas inutilement mais simplement, sans respect excessif, ni sans trop d’humilité.
Il prend sur ce prince un grand ascendant qu’il doit à l’amabilité de ses manières et au charme de son esprit, tout autant qu’à l’accord des vues ; il s’oppose de toutes ses forces aux excès de la réaction ultra-royaliste.

Dans ses Mémoires d'outre-tombe, l'ultraroyaliste Chateaubriand écrit au sujet des rapports entre Louis XVIII et Élie Decazes : 

« Se fait-il dans le cœur des monarques isolés, un vide qu'ils remplissent avec le premier objet qu'ils trouvent ? Est-ce sympathie, affinité d'une nature analogue à la leur ? Est-ce une amitié qui leur tombe du ciel pour consoler leur grandeur ? Est-ce un penchant pour un esclave qui se donne corps et âme, devant lequel on ne se cache de rien, esclave qui devient un vêtement, un jouet, une idée fixe, liée à tous sentiments, à tous les goûts, à tous les caprices de celui qu'elle a soumis et qu'elle tient sous l'empire d'une fascination invincible ? Plus le favori est bas et intime, moins on le peut renvoyer, parce qu'il est en possession de secrets qui feraient rougir s'ils étaient divulgués. »

### Royaliste modéré
Entretemps, il est élu député de la Seine en août 1815 et siège au centre. Il défend un royalisme modéré par ses fonctions de député et de ministre, les royalistes modérés étant en minorité dans la Chambre introuvable de 1815 face aux ultras. Les élections législatives d’août 1815 voient le triomphe des ultras, remportant 350 sièges sur 402, ce qui incite Louis XVIII à dire qu’il s’agit d’une « Chambre introuvable » parce que, pour lui, elle ne représente pas la réalité de l’opinion française. Decazes entre en conflit avec son collègue à l’Intérieur, le comte de Vaublanc. Louis XVIII persuadé par Decazes ne peut que dissoudre la Chambre, c’est l’ordonnance du 5 septembre 1816. Après cette dissolution et l’élection d’une nouvelle Chambre en 1816, un groupe politique se fait plus remarquer que les autres : les constitutionnels modérés avec par exemple Decazes. Ce parti est surtout attaché à la Charte, et est hostile à la Révolution comme à la contre-révolution.
Les élections de 1816 ont épuré l’administration des ultras (rupture avec la droite du ministère de Richelieu). Decazes devient, grâce à l’appui du roi, le chef de la majorité et le ministre de l’Intérieur jusqu’en novembre 1819. À 38 ans, il devient ainsi le plus jeune président du Conseil que la France ait connu. Il mène une politique qui se veut libérale sans le dire explicitement. Son ambition : « Royaliser la nation et nationaliser les royalistes ». Ses diverses actions en faveur de l’industrie, du commerce et de l’agriculture témoignent d’une volonté de développer économiquement la France.
Charles de Rémusat le dépeint en 1817 : 

« Je trouvai dans un assez grand cabinet, un beau garçon en redingote verte, gilet blanc et bottes à la Souvaroff ; sa taille était élevée, sa figure régulière et agréable, son accueil affable, sa parole douce, rapide et animée, quoiqu'un peu monotone. Je fus frappé de l'air de jeunesse de mon interlocuteur, et il ne me déplut pas de penser qu'on pouvait être si jeune un ministre important. On prétend que la première fois que Decazes avait été présenté à M. de Talleyrand, ce dernier lui avait trouvé une tournure de perruquier. Ce qu'on appelle un bel homme, s'il n'a pas tout à fait les manières du grand monde, court toujours le risque de cette épithète. On peut bien convenir que Decazes dans ses façons, même sa physionomie et sa parole, n'offrait pas le type d'une exquise distinction, mais cependant il frappait en bien. Ses yeux étaient beaux, quoique une habitude de regarder en l'air à côté de vous, en vous parlant, ôtât de la franchise à l'expression de son regard. »

Peu à peu, Decazes voit son champ d’action se réduire. Il se retrouve avec une multitude d’ennemis, entre des ultras qui dénoncent quotidiennement son libéralisme et des libéraux qui trouvent ses réformes trop timides. Decazes essaye alors de mettre en place un rapprochement avec les ultras en modifiant la loi électorale, vers une tendance plus favorable aux grands propriétaires : il prend donc la direction d’un gouvernement « droitisé » en novembre 1819.
Un attentat entraîne la chute de Decazes et la fin de sa carrière politique. En effet, le 13 février 1820, le duc de Berry est assassiné par un ouvrier sellier, Louvel. La presse ultra se déchaîne alors contre Decazes, accusé d’être responsable de cet assassinat. Pour la dynastie des Bourbons, l’événement est encore plus grave car le duc de Berry était le seul à pouvoir assurer une descendance à la dynastie. De plus, les lois d’exception proposées par Decazes sont refusées par la Chambre. Decazes n’a plus le choix et est obligé de démissionner. Ces derniers événements marquent la fin de la carrière politique d’un homme dont le principal mérite aura été de comprendre que la durée d’un régime dépend d’une entente des différentes forces vives de la nation.

### Ministre de la Police
Comme ministre de la Police, il réprime les insurrections provoquées par les royalistes ultras (la Terreur blanche). Decazes est à l’initiative de plusieurs lois et réformes tendant à libéraliser la France comme :
- l’abolition des lois d’exceptions ;
- l’élargissement du vote électoral en matière d’âge et cens (révisé par l’ordonnance du 13 juillet 1815) ;
- la loi Gouvion-Saint-Cyr en 1817 sur le recrutement militaire ;
- les lois de Serre en 1819 imposent aux journaux de se déclarer et de payer un cautionnement mais elles suppriment également l’autorisation préalable et la censure, entraînant un développement de la presse nationale.

### Président du Conseil des ministres
Après la démission du duc de Richelieu en 1818, il prend la direction effective du gouvernement du général-marquis Dessolles. Le ministère Dessolles, comprenant Decazes à l’Intérieur, le baron Louis aux Finances, et le maréchal Gouvion-Saint-Cyr à la Guerre, est entièrement libéral ; et son premier acte est de supprimer le ministère de la Police, car Decazes avait senti son incompatibilité avec le régime de la Liberté. Ses réformes rencontrent une vive hostilité à la Chambre des pairs, où les ultras sont majoritaires, Decazes brise leur avantage à la Chambre en obtenant du roi la création d’une « fournée » de soixante pairs constitutionnels, le 5 mars 1819. Par ses réformes, la France retrouve sa prospérité économique, et le ministère devient populaire.
Les grandes puissances de la Sainte Alliance observent la montée du libéralisme en France avec une inquiétude croissante. Metternich déplore particulièrement la « faiblesse » du ministère, et quand en 1819 les élections confirment cette tendance, notamment avec l’élection du célèbre abbé Grégoire, les gouvernements européens réfléchissent à mettre en œuvre les clauses secrètes du traité d'Aix-la-Chapelle (1818). C’est cette menace d’interposition étrangère, plutôt que la clameur des « Ultras », qui oblige Louis XVIII à une modification de la loi électorale afin de rendre impossible à l’avenir un « scandale » tel que l’élection de l’abbé Grégoire.
Il a recours pour se maintenir à un système de bascule qui laissait dominer alternativement chaque parti : cette situation pousse même Decazes à établir une modification de sa propre loi électorale et à constituer un ministère royaliste : Dessolles et le baron Louis, refusent de s’embarquer dans cette politique et démissionnent ; Decazes prend la tête du nouveau ministère, en tant que président du Conseil le 19 novembre 1819. L’exclusion de Grégoire de la chambre et des changements de la Charte rendent les libéraux hostiles sans pour autant réconcilier les « Ultras ». Quand, le 13 février 1820, le duc de Berry est assassiné, on l’accuse d’être, directement ou indirectement, complice du crime par sa complaisance envers les libéraux.
Decazes, prévoyant l’orage, remet immédiatement sa démission au roi, qui la refuse dans un premier temps, en lui disant : « ils attaqueront non votre système, mon cher fils, mais le mien ». Finalement contraint à la démission en février 1820, Decazes est élevé au rang de duc, et se retire honorablement comme ambassadeur en Grande-Bretagne. Ceci met fin à sa carrière dans l’exécutif. Rappelé de ce poste sous le ministère Villèle en décembre 1821 il prend place à la Chambre des pairs, où il continue à prôner une politique libérale.

### Monarchie de Juillet et Second Empire
Il adhère après 1830 à la monarchie de Juillet. Il est nommé en 1834 grand référendaire de la Chambre des pairs. Il quitte entièrement les affaires et la vie politique à partir de 1848. Il regagne son Sud-Ouest natal. Du temps de sa puissance politique, Élie Decazes avait inspiré à ses admirateurs, la construction de nombreux châteaux sur la commune de Bonzac. C'est au milieu d'eux, dans sa terre girondine qu'il repose.

### Décès et inhumation
Élie Decazes s’éteint le 24 octobre 1860 à Paris, au 26 rue Jacob, à l’âge de 80 ans. Il est inhumé dans le cimetière de Bonzac.

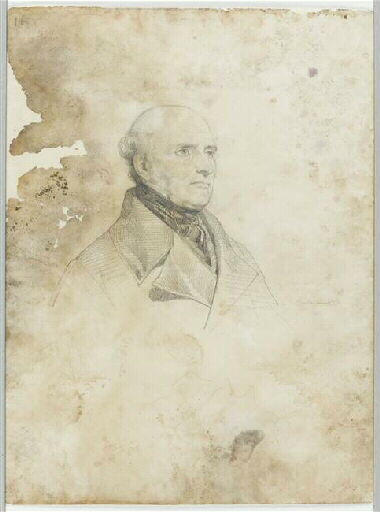
Élie duc Decazes, pair de France, Eugène Devéria, vers 1845, musée national du château de Pau.
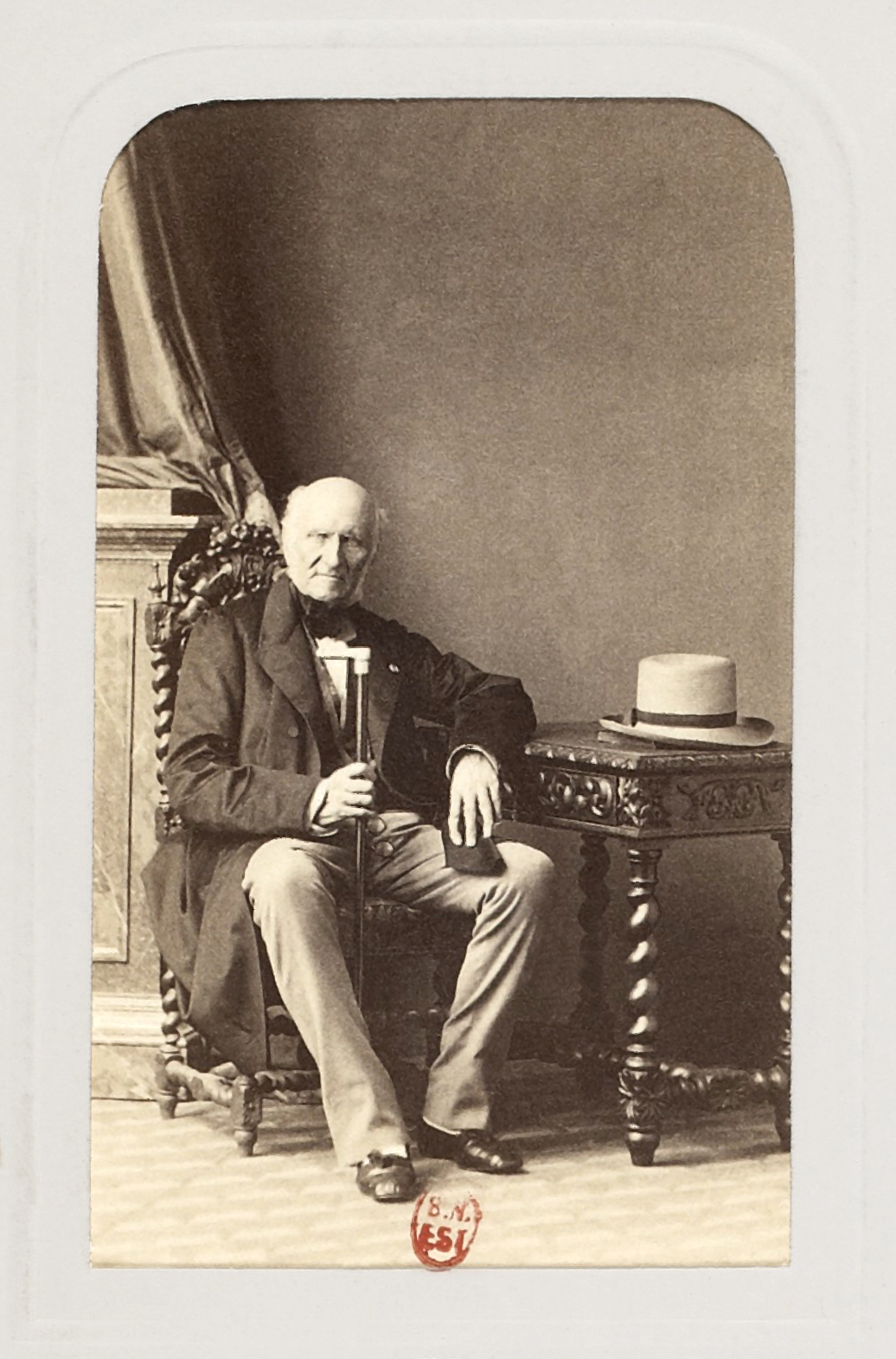
Photographie du duc Decazes à la fin de sa vie.
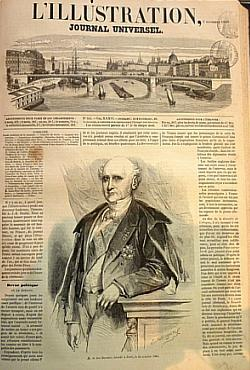
L'Illustration du 3 novembre 1860 annonçant la mort du duc Decazes.
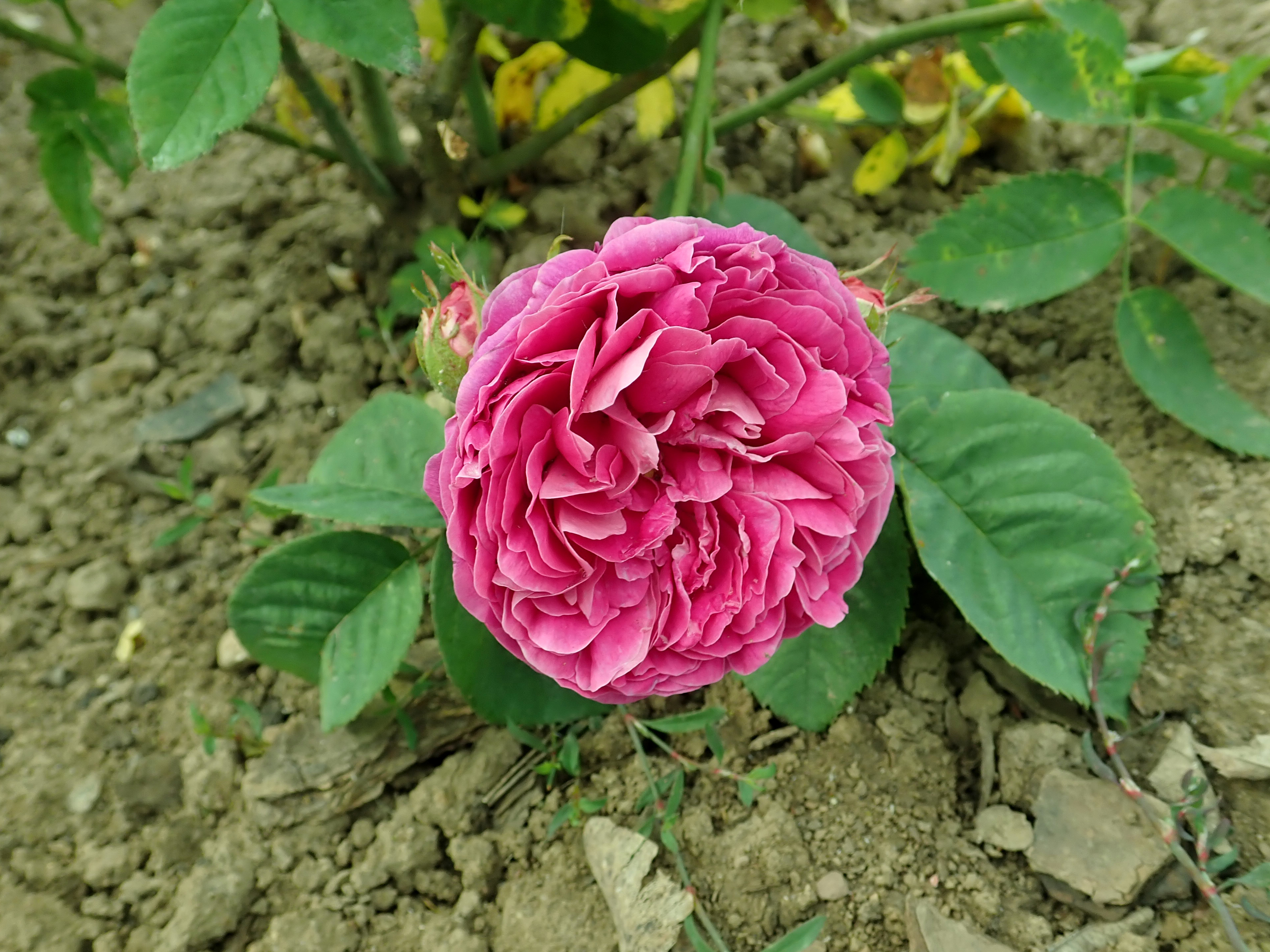
Rose ‘Duc Decazes’.

## Autres activités
Indépendamment de son rôle politique, Decazes signale son administration par des mesures favorables aux arts, à l’agriculture et à l’industrie : il rétablit en 1819 l’exposition quinquennale des produits de l’industrie. En 1826, il fonde avec sa fortune personnelle la Société des houillères et fonderies de l'Aveyron pour développer l'exploitation du charbon et du fer dans l’Aveyron. La ville qui abrite les ouvriers prend le nom de Decazeville en 1829.
Haut dignitaire de la franc-maçonnerie française, il est Grand Commandeur, nommé par le comte Alexandre de Grasse-Tilly, du Suprême Conseil de France le 15 septembre 1838. Il travaille pendant les premiers temps de son mandat à la réunification des familles de l’Écossisme.

## Détail des mandats et fonctions

### Au gouvernement
- 26 septembre 1815 - 29 décembre 1818 : ministre de la Police[10]
- 29 décembre 1818 - 20 novembre 1819 : ministre de l'Intérieur[10]
- 20 novembre 1819 - 20 février 1820 : président du Conseil et ministre de l'Intérieur[10]

### Au Parlement

#### Chambre des députés
- 7 octobre 1815 - 5 septembre 1816 : député de la Seine

#### Chambre des pairs
- 20 février 1820 - 24 février 1848 : membre de la Chambre des pairs

### Autres fonctions
- 8 juillet 1815 - 26 septembre 1815 : préfet de police de Paris
- 20 février 1820 - 14 décembre 1821 : ambassadeur de France au Royaume-Uni

## Titres et distinctions
Élie Decazes, veuf de la fille du comte Muraire, épouse le 11 août 1818 Wilhelmine-Égidie de Beaupoil de Saint-Aulaire  (12 avril 1802 - Paris † 8 août 1873 - Versailles), fille de Louis-Clair de Beaupoil, comte de Saint-Aulaire et d’Henriette de Seiglières de Soyecourt-Feuquières (fille de Louis-Armand de Seiglières, marquis de Soyecourt-Feuquières et de la princesse Wilhelmine-Henriette de Nassau-Saarbrücken). En considération de ce mariage, il reçoit de Frédéric VI, roi de Danemark, le titre et le « duché » de Glücksbierg.
En France, comte depuis le 27 janvier 1816 et duc Decazes le 20 février 1820, il est fait chevalier du Saint-Esprit le 30 septembre suivant et grand-croix de la Légion d'honneur le 21 octobre 1841.
- Grand-croix de la Légion d'honneur
- Chevalier de l'ordre du Saint-Esprit

Une rose lui est dédiée quelques mois après sa mort, l'hybride remontant ‘Duc Decazes’ (Touvais, 1861).

## Armoiries
Armes du duc Decazes, « pair de France » (membre de la Chambre des pairs le 31 janvier 1818, lettres patentes du 30 avril 1822, grand référendaire de la Chambre en 1836, majorat dissous le 16 février 1837) : 

« D'argent à trois têtes de corbeau arrachées de sable,,,. »